# 高師村
高師村（たかしむら）は、かつて愛知県渥美郡に存在した村である。現在の豊橋市南部、梅田川流域に該当する。
大日本帝国陸軍第15師団が設置されていた地である。

## 沿革
- 江戸時代末期、この地域は吉田藩領、旗本領、寺社領などであった。
- 1878年（明治11年） - 高足村、高足新々田、高足原尾先新田、藤並新田、森田新田、芦原新田が合併し、高師村となる。
- 1906年（明治39年）8月31日 - 高師村、磯辺村、福岡村、野依村、植田村、大崎村が合併し、高師村となる。
- 1932年（昭和7年）9月1日 - 豊橋市に編入される。

## 教育
- 高師尋常高等小学校　（現・豊橋市立高師小学校）
- 磯辺尋常小学校　（現・豊橋市立磯辺小学校）
- 福岡尋常小学校　（現・豊橋市立福岡小学校）
- 野依尋常小学校　（現・豊橋市立野依小学校）
- 植田尋常小学校　（現・豊橋市立植田小学校）
- 大崎尋常小学校　（現・豊橋市立大崎小学校）

## 交通機関
| 愛知県の人口上位自治体（1921年末） | 愛知県の人口上位自治体（1921年末） | 愛知県の人口上位自治体（1921年末） | 愛知県の人口上位自治体（1921年末） | 愛知県の人口上位自治体（1921年末） | 愛知県の人口上位自治体（1921年末） |
| #                                  | 自治体                             | 人口                               | #                                  | 自治体                             | 人口                               |
| ---------------------------------- | ---------------------------------- | ---------------------------------- | ---------------------------------- | ---------------------------------- | ---------------------------------- |
| 1                                  | 名古屋市                           | 633,274                            | 11                                 | 渥美郡高師村                       | 14,405                             |
| 2                                  | 豊橋市                             | 65,033                             | 12                                 | 丹羽郡古知野町                     | 13,965                             |
| 3                                  | 岡崎市                             | 41,684                             | 13                                 | 渥美郡田原町                       | 13,831                             |
| 4                                  | 一宮市                             | 30,558                             | 14                                 | 海部郡津島町                       | 13,772                             |
| 5                                  | 東春日井郡瀬戸町                   | 23,092                             | 15                                 | 中島郡祖父江町                     | 13,300                             |
| 6                                  | 碧海郡安城町                       | 19,607                             | 16                                 | 西加茂郡挙母町                     | 12,317                             |
| 7                                  | 知多郡半田町                       | 17,141                             | 17                                 | 渥美郡福江町                       | 12,256                             |
| 8                                  | 幡豆郡西尾町                       | 15,511                             | 18                                 | 宝飯郡蒲郡町                       | 12,120                             |
| 9                                  | 知多郡亀崎町                       | 15,170                             | 19                                 | 東春日井郡小牧町                   | 12,101                             |
| 10                                 | 幡豆郡一色町                       | 15,114                             | 20                                 | 碧海郡矢作町                       | 11,345                             |

- 渥美電鉄
  - 小池駅・師団口駅・司令部前駅[3]・町畑駅[4]・空池駅・高師駅・芦原駅・植田駅[5]・大清水駅[6]

## 神社・仏閣
- 逆戈神社
- 円通寺
- 嵩山寺
- 大応寺